# Wishing Well (Terence Trent D'Arby)
Wishing Well è un singolo del cantante statunitense Terence Trent D'Arby, pubblicato nel 1987 come secondo estratto dal primo album in studio Introducing the Hardline According to Terence Trent D'Arby.

## Successo commerciale
Il brano scalò le classifiche mondiali, in particolare quelle europee.

## Video musicale
Il videoclip mostra il cantante esibirsi in concerto alternando alcune scene in bianco e nero dove si vedono due fidanzati.